# Polonia ai Giochi della XXV Olimpiade
La Polonia partecipò ai Giochi della XXV Olimpiade, svoltisi a Barcellona, Spagna, dal 25 luglio al 9 agosto 1992, con una delegazione di 201 atleti impegnati in ventuno discipline.